# 山本憲司
山本 憲司（やまもと けんじ、1949年 - ）は、日本の実業家。

## 概要
東京都江東区に生まれる。
明治大学付属中野高等学校卒業、明治大学経営学部中退。
1969年に父親の死去に伴い家業の酒店を継ぐことになり、大学を中退。
1973年にイトーヨーカ堂とサウスランド社が提携してコンビニエンスストアを展開することを知り、加盟店の名乗りを上げてセブン-イレブン1号店を開店させることになる。
家業を継いだため従来の商売を続けることもできたが、自分でもっと学ぼう、広い世の中を知ろうと勉強していく中で、アメリカにコンビニエンスストアというものがあることを知り興味を持ってチャレンジすることにした。当時にはコンビニエンスストアは存在せず、セブン-イレブンは知られていない時代で、本部とは入念に話し合い、新しい商売を探って行った。
アメリカではフランチャイズの店舗は夫婦で経営するということが好ましいということを聞かされていた。このことを友人に相談して、学校の同級生で地元に残っている独身女性を見つけて「一緒にフランチャイズ店をやってくれませんか」と言ったところ、恋仲となり半年後に開店を控えたときに結婚することとなった。
1974年5月15日、東京都江東区に日本初のコンビニエンスストアであるセブン-イレブンを開店させる。開店当日の売り上げが酒店時代の倍で、以降は日に日に売り上げが伸びていった。2017年時点でも山本はこの店舗の店頭に立ち、日販200万円である日本有数の繁盛している店舗となっている。
2017年時点でも良き市民でありたいためにオーナーを続ける。還暦を迎えた頃に、人のため社会のために役立ったと思えることが働くモチベーションになると思うようになる。
2014年に40年間の経験を基に商売の心得を記した小冊子を周辺の人々に配ったところ評判になる。2017年にこの小冊子に加筆をした『セブン－イレブン１号店 繁盛する商い』がPHP新書で出版される。